# Club de Deportes Cobresal
El Club de Deportes Cobresal es un equipo de fútbol chileno de la ciudad de El Salvador, ubicada a una altitud de 2600 m s. n. m. en la precordillera de la comuna de Diego de Almagro, en la Región de Atacama. Fue fundado el 5 de mayo de 1979 y juega en la Liga de Primera de Chile.
A pesar de ser un equipo pequeño, se ha trasformado en uno de los clubes más exitosos de las regiones y el norte de Chile, logrando ganar los dos principales torneos del fútbol chileno: la Copa Chile 1987 y el Torneo Clausura 2015. Es uno de los siete equipos no capitalinos que han logrado coronarse campeones de la Primera División de Chile, junto con Cobreloa, Santiago Wanderers, Everton, Huachipato, Unión San Felipe y O'Higgins. También fue subcampeón en los torneos de Primera División de 1984, 1988 y 2023.
Ejerce de local en el Estadio El Cobre, que posee una capacidad de 12 000 personas. Curiosamente, la capacidad del estadio es casi tres veces superior en número a la población de El Salvador.
Su rival tradicional es Cobreloa, con el que disputa el Clásico del Cobre, club con el que se enfrentó en la Primera B desde el Torneo Transición de la Primera B 2017 hasta el Torneo de la Primera B 2018. Durante los años 1980 disputó el Clásico de la Región de Atacama con Regional Atacama. En el siglo XXI comenzó a desarrollar rivalidad con Deportes Copiapó, equipo con el que se enfrentó en la Primera B desde el Torneo Transición de la Primera B 2017 hasta el Torneo de la Primera B 2018 y por primera vez se enfrentan en Primera División por el ascenso histórico de Deportes Copiapó.

## Historia

### Antecedentes y fundación: 1979
El 26 de abril de 1979 fue creado el comité ejecutivo «Cobresal al Ascenso». El acta constitutiva de la entidad resumía puntos como la promoción interna y externa, preparación de los antecedentes para ser presentados a los entes rectores del fútbol profesional chileno, realización de estudios de factibilidad técnica y económica para cumplir con requisitos de infraestructura, formación de un plantel, entre otros. La directiva quedó conformada por: Bruno Behn Theune, presidente; Carlos Diez Zapata y Roberto Paut Calderón, primer vicepresidente; Sergio de los Ríos Mathew, secretario ejecutivo; Sergio Uteau de Vos, asesor legal; Fernando Lira Monckeberg, tesorero; Luis Sougarret S., Ariel López A., Carlos Rubilar O., Erling Villalobos C., Pedro Ljubetic V., Leopoldo Guerrero G., Oscar Pizolti y Oscar Vivanco C., directores.
El Club de Deportes Cobresal se fundó oficialmente el día 5 de mayo de 1979, siendo su primer presidente Luis Sougarret Dietz, secundado, entre otros, por Ariel López Amaya y Sergio de los Ríos. El 14 de julio del mismo año, el equipo disputó el primer partido de su historia contra Incabus de Diego de Almagro, con victoria para Cobresal por 3-2, en el Estadio N.º 1. El equipo usó camiseta verde, pantalón blanco y medias blancas, y con base en la selección de El Salvador, formó con: Arístides Varas, Raúl Ávila, Abel López, Carlos Maluenda, Segundo Ortiz, René Henríquez, Américo López (capitán), Patricio Ortiz, Rubén González, Pedro Zambra, Manuel Contreras y Gabriel Rodríguez, bajo la dirección técnica de Onofre Tito.
En agosto el equipo jugó su primer encuentro contra un equipo profesional, que terminó en empate a tres goles frente a Coquimbo Unido.
El 14 de diciembre de 1979 Cobresal postuló a la Asociación Central de Fútbol para poder ingresar a la Segunda División del fútbol profesional chileno. Para esto, fue necesario que el Club Deportivo Hospital de El Salvador ofreciera su afiliación a la Asociación Nacional de Fútbol Amateur (ANFA).

### Primera campañas en el profesionalismo y el campeonato de Segunda: 1980-1983
El 26 de febrero de 1980 se oficializó la entrada de Cobresal al fútbol profesional y a la Segunda División. En su primer partido en el profesionalismo, Cobresal perdió por 2:1 frente al también debutante Regional Atacama en Copiapó. Al final de su primera temporada el club terminó en la 14.º posición.
En 1982 Cobresal terminó 5.º, lo que le valió clasificar a la Liguilla de Promoción en donde se ubicó en última posición, no logrando ascender. Sin embargo, al año siguiente, bajo la dirección técnica de Manuel Rodríguez, el equipo alcanzó el campeonato de Segunda División, terminando el año con una ventaja de 12 puntos frente a su más cercano perseguidor, San Luis de Quillota.

### Buenos tiempos, la Libertadores y la Copa Chile: 1984-1989
El club debutó en la Primera División en un partido frente a Fernández Vial en Concepción, que terminó ganando Cobresal por 1:0. Al final de su primer campeonato en Primera, Cobresal terminó en segunda posición del Grupo A, clasificando a la liguilla final por el título, junto a Cobreloa, Unión Española y Universidad Católica. Cobresal terminó la liguilla en segunda ubicación, alcanzando el subcampeonato y a 2 puntos del campeón, la Universidad Católica.
Al año siguiente, Cobresal ocupó el quinto puesto del campeonato de Primera y clasificó a la Liguilla Pre-Libertadores, en donde se enfrentó a Cobreloa. En el primer partido en Calama empataron 0:0 y en el partido de vuelta en El Salvador, Cobresal se impuso por 2:0, clasificando de esta manera a la Copa Libertadores 1986.
En el torneo internacional, siempre bajo la dirección técnica de Manuel Rodríguez Araneda, Cobresal se enfrentó a la Universidad Católica, y a los equipos colombianos de América y Deportivo Cali. A pesar de haber cumplido una buena campaña y de no perder ningún partido, Cobresal no clasificó a la siguiente ronda al quedar tercero en el grupo con 7 puntos. En el campeonato nacional de ese año, el equipo terminó en la cuarta ubicación.
En 1987 Cobresal terminó en primer lugar de la primera fase de la Copa Apertura, logrando clasificar para la final del campeonato frente a Colo-Colo. La final se disputó el 22 de julio en el Estadio Regional de Antofagasta. El resultado fue 2:0 a favor de Cobresal gracias a los goles de Iván Zamorano, a la postre goleador del torneo, y de Sergio Salgado, junto a la gran actuación de Rubén Martínez (quienes años después, vestirían precisamente la camiseta de Colo-Colo), coronando a Cobresal campeón de la Copa Chile de ese año y obteniendo su primer gran trofeo. En el torneo oficial, el equipo terminó nuevamente en la cuarta posición y en 1988 el equipo terminó segundo, a tres puntos del campeón Cobreloa, en lo que fue la última temporada del equipo bajo la dirección técnica de Manuel Rodríguez.
En 1989, con Reynaldo Hoffmann como entrenador, el equipo consiguió el cuarto lugar del torneo y Rubén Martínez se consagró, como el goleador del campeonato. también se destacaba como figura el portero uruguayo Julio Acuña, que incluso en un partido ante Colo-Colo en Santiago, recibió una piedrada, de parte de los hinchas colocolinos.

### Entre Primera y Segunda: 1990-2001
Los años 1990 comenzaron con un rendimiento irregular, terminando 9.º en 1990 y 11.º en 1991, culminando con el descenso de la institución tras nueve años de permanencia en Primera en 1992, al quedar en la 14.º posición y en la tercera ubicación de la Liguilla de Promoción.
Para el año 1993 el club contrató nuevamente al entrenador Manuel Rodríguez, quien guio al equipo para ocupar la segunda ubicación, coronándose subcampeón de Segunda División y ascendiendo a Primera. Ya en Primera, Cobresal cumplió una mala campaña ganando solo tres partidos y ocupando el 15.º puesto, lo que significó descender a Segunda nuevamente.
Si bien en los años siguientes Cobresal realizó buenas campañas en Segunda División, no logró ascender al perder los partidos de la Liguilla de Promoción que disputó en los años 1995 y 1996, perdiendo contra Huachipato y Deportes Temuco, respectivamente.
En el año 1998, bajo la dirección técnica de Sergio Nichiporuk y liderados en la cancha por los delanteros Rubén Martínez y Rubén Dundo, el equipo realizó una muy buena campaña y se coronó campeón nacional de Primera B, terminando el campeonato de forma invicta jugando partidos de local y consiguiendo el ascenso a Primera División. Sin embargo, para el año siguiente el equipo realizó una pobre campaña que dejó al equipo en 13.ª posición, por lo que el club disputó la Liguilla de Promoción contra Provincial Osorno, la cual perdió y consumó su descenso a Primera B.
En 2001 bajo la dirección técnica de Jorge Socías, se consiguió el ascenso a Primera División, luego de 1 año de ausencia, tras derrotar por 2:0 a Deportes Iquique en el Estadio El Cobre, lo que dejó al equipo en segunda ubicación, tras el campeón y otro ascendido Deportes Temuco.

### El regreso a Primera: 2002-2017 y la vuelta a los escenarios internacionales
En su primera campaña de regreso en Primera, el equipo no logró avanzar a la etapa de playoffs, debiendo esperar hasta el Clausura 2002 para acceder, siendo finalmente eliminados de la competencia por Colo-Colo, en cuartos de final. Pese a ser eliminado por el equipo colocolino (que terminó siendo el campeón de ese torneo), en la ronda anterior venció a Deportes Concepción, con gol de oro de Jorge Baeza, jugador formado en el club cobresalino. En ese equipo también se destacó el delantero Juan Cisternas, quien debutó ese año en el primer equipo. También fichó a los argentinos Cristián Chaparro, Cristián Green y Rodrigo Stalteri, que también participaron en esa exitosa campaña, que llevó a los cobresalinos a los playoffs, en el año del regreso del equipo a la máxima categoría.
Para la temporada 2003, el club contrató al entrenador Gustavo Huerta, quien condujo al club a ubicarse en la 7.ª posición, de la fase regular del Torneo de Apertura y con esto, clasificar a los playoffs al quedar segundo en su grupo. En ese año, el equipo se reforzó con el delantero argentino Fernando Rodríguez, que venía de jugar en Deportes Concepción, equipo con el cual descendió en el año anterior. En los sextos de final, Cobresal se enfrentó a Colo-Colo, derrotándolo en tiempo de alargue, aunque terminaron avanzando ambos equipos, y en los cuartos de final, se enfrentó a la Universidad de Concepción, perdiendo en tiempo de alargue y siendo finalmente eliminado del campeonato. A principios del Clausura 2003, Huerta aceptó la oferta de dirigir al Bolívar de La Paz, siendo reemplazado por el uruguayo Julio Acuña, quien logró clasificar al equipo a los playoffs. Tras derrotar a Palestino y a la Universidad de Concepción (tomándose revancha de la eliminación del torneo anterior), Cobresal finalmente fue eliminado por Colo-Colo, en la semifinal del campeonato.
Al año siguiente, a raíz de los malos resultados en el primer semestre en donde el equipo no clasificó a los playoffs, fue despedido el entrenador Julio Acuña y fue contratado nuevamente Gustavo Huerta, para el Clausura 2004, en donde tras quedar sorpresivamente, en la cuarta posición de la tabla general y eliminar en sextos de final a Everton, fue eliminado en los cuartos de final por Cobreloa.
En el Apertura 2005, Cobresal se debió enfrentar a Deportes Concepción en un partido de repechaje, para lograr el acceso a los cuartos de final del campeonato, pero el equipo perdió por 4-3.
Sin embargo, en el torneo de Clausura 2005, Cobresal realizó una gran campaña, al terminar primero en su grupo con 28 puntos. Tras eliminar en cuartos de final a Huachipato, el equipo alcanzó las semifinales, donde fueron finalmente eliminados por la Universidad de Chile.
Luego de que en el año 2006, Cobresal no clasificó a la etapa de playoffs ni el Apertura, bajo la conducción de Fernando Díaz, ni en el Clausura, bajo las órdenes de Sergio Nichiporuk, el club decidió contratar los servicios de José Cantillana para el año 2007. En el Apertura, el club quedó posicionado sexto y en el Clausura 2007, el equipo clasificó a cuartos de final, en donde perdieron con la Universidad de Chile, en un resultado global de 6-3.
Ya en el Apertura de 2008, el equipo finaliza en el tercer puesto de su grupo y sexto en la tabla general, lo que le permite enfrentarse a Cobreloa en el repechaje, para poder ingresar a los playoffs. En partido único, disputado en El Salvador, cae en tanda de penales, permitiendo a los calameños pasar a los cuartos de final. Para el Clausura, no consigue clasificar para la postemporada y queda decimosexto en la tabla general.
Para la temporada 2009, el formato de campeonato se modifica y desaparecen los grupos, trasladando la clasificación a la tabla general. En el Apertura consigue el decimoquinto puesto, muy lejos de los ocho clubes clasificados a cuartos. En la segunda parte del año el rendimiento no mejora y el equipo termina el año, al borde de quedar en la Liguilla de Promoción, cuestión que le costaría el puesto al técnico José Cantillana, quién permaneció tres temporadas en el cuadro minero.
En 2010 se contrata a Luis Musrri como entrenador. El excapitán de Universidad de Chile vino desde Palestino, con el que consiguió un subcampeonato en 2008, pero donde también terminó luchando por no descender en 2009. En el Torneo Nacional, el equipo finalizó en el décimo puesto, lejos de los cupos para torneos internacionales y distante a los puestos de peligro.
La campaña del año 2011 fue irregular, pues en el Apertura ocupó el decimosexto puesto y en el Clausura bordeó la clasificación a playoffs, ya que finalizó noveno con 23 puntos y quedó fuera, debido a la diferencia de gol con Unión Española, que ingresó a cuartos de final como octavo.
El año 2012 comenzó con resultados deficientes, lo que desencadenó la despedida de Luis Musrri y la llegada de Óscar del Solar. El Torneo de Apertura fue finalizado en la posición número 17.º con una diferencia de gol de -23. Esta mala temporada pasaría la cuenta en el Torneo de Clausura (que fue finalizado en la posición 10.º) y en la tabla acumulada Cobresal terminaría en la posición 16, a 1 punto del descenso, siendo enviado a jugar la Liguilla de Promoción. En la Liguilla se enfrentó a un duro Barnechea, que venía de perder el segundo ascenso ante Ñublense. Cobresal terminó perdiendo el duelo de ida por 3-1. El partido de vuelta, con una heroica actuación de Cobresal en El Salvador, ganó categóricamente por 3-0, dejando el marcador global 4-3, lo que permitió que Cobresal se mantuviera, en la división de honor del fútbol Chileno y sacó la cara por la Primera División en esa liguilla, luego de que en la otra llave, su compañero de categoría en esa liguilla la Universidad de Concepción, perdió ante Everton por un global de 4 a 1.
En el año 2013, el club ficha nuevamente a José Cantillana, tras la mala racha de resultados con Del Solar, con la finalidad de salvar al equipo del descenso a Primera B. En el Torneo Transición, el equipo termina último en la tabla y por sus anteriores campañas usadas para la tabla de promedios, Cobresal otra vez es mandado a jugar la promoción. Tras disputar los duelos por la promoción ante el subcampeón de Primera B Curicó Unido, Cobresal aseguró su permanencia en la Primera División para la temporada 2013-2014 al ganar la llave por un marcador global de 3 a 0 (0-0 en la ida, 3-0 en la vuelta).
Clasifica a la liguilla postemporada del Campeonato de Clausura 2013-14 en el 10.º lugar, sorprendiendo al clasificar a la Copa Sudamericana 2014, ganando el derecho frente a Palestino, en partidos de ida (2-0 en El Salvador) y vuelta (2-1 en La Cisterna), consiguiendo un global de 3-2 a su favor. De esta manera. se terminan 28 años sin participaciones internacionales por parte del conjunto minero.

### Campeón del Torneo de Clausura 2015
En 2014, llegaría como técnico el argentino Dalcio Giovagnoli con la misión de terminar de forma digna el campeonato y preparar el siguiente con miras a mantener la categoría; en el Apertura el equipo terminaría en la 15.º posición, pero en el Clausura las cosas cambiarían. Con un plantel donde se destacaba Nicolás Peric, Matías Donoso, Johan Fuentes, Patricio Jerez, entre otros, lograría importantes resultados que lo ponían en el primer lugar del campeonato como sus victorias de visitante frente a Colo-Colo y Universidad Católica. La campaña logró ribetes épicos luego de los fuertes aluviones que afectaron a la región de Atacama, incluyendo al campamento, lo que llevó al equipo a ser local en Santiago.

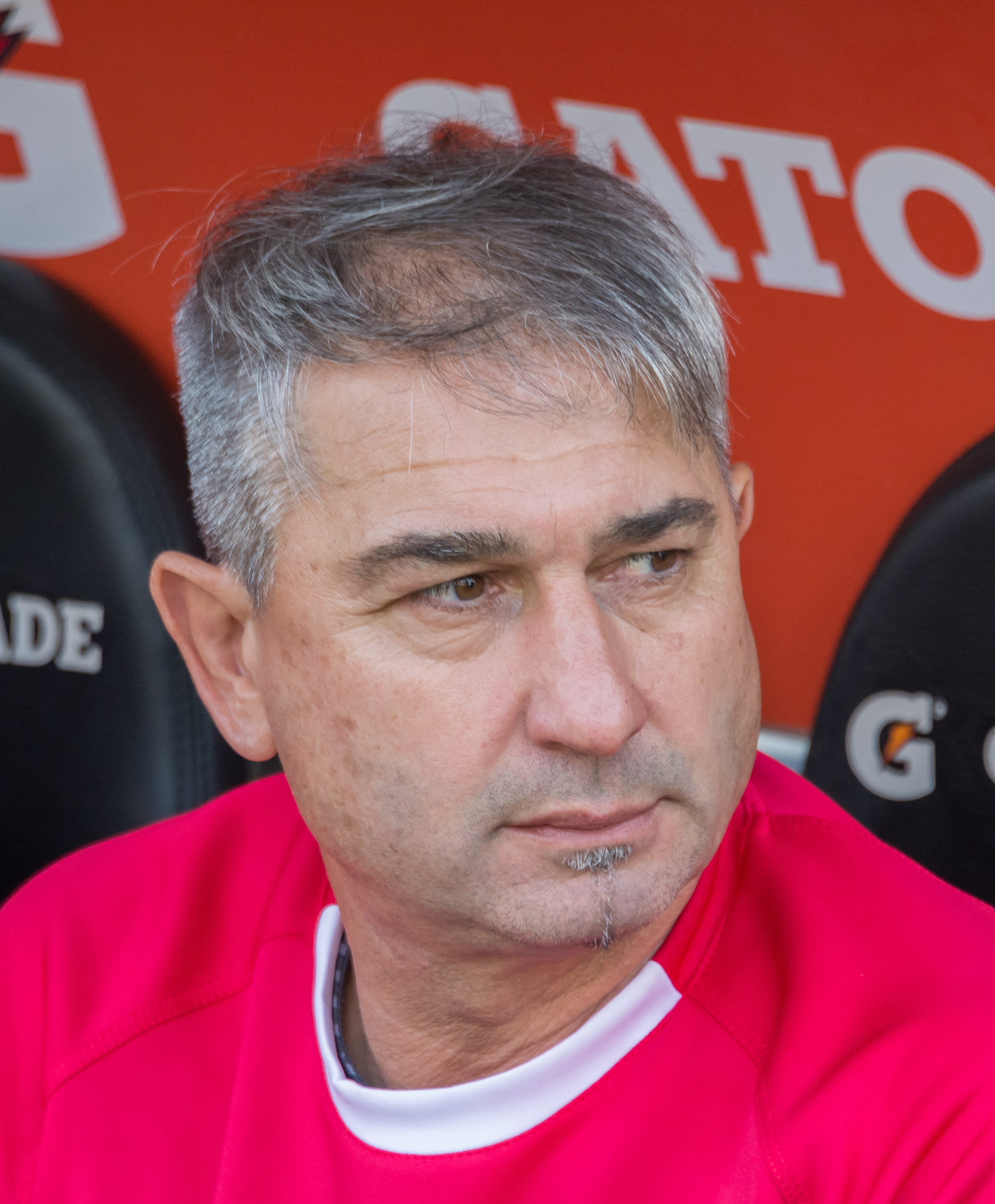
El argentino Dalcio Giovagnoli fue el artífice del título más importante de la historia del club: el Torneo Clausura 2015.

El 26 de abril de 2015, el club conquistaría por primera vez un torneo nacional, siendo campeón del Torneo Clausura 2015, al vencer en un dramático partido al ya descendido Barnechea por 3 goles a 2 en la fecha 16, Cobresal estuvo hasta el minuto 62 perdiendo el primer lugar cuando perdía por 1 a 2 y Universidad Católica ganaba por 3 a 2 (que estuvo ganando por 3 a 0 hasta el minuto 47) estos resultados dejaban a los mineros en segundo lugar esperando a la última fecha para definir al campeón, en el minuto 63 luego de que Deportes Iquique lograra el segundo descuento, Francisco Sánchez marcaba el empate dando una esperanza a los 5000 espectadores que llegaron al estadio. Cuando el partido expiraba, entre los últimos 10 minutos tanto en Santiago como en El Salvador, los árbitros en cada encuentro sancionan la pena desde los 12 pasos tanto para los Albinaranjas como para los Cruzados. En el primer de los equipos citados, Matías Donoso, figura importante del equipo de Atacama, concreta el 3-2 para que Cobresal se ponga adelante en el marcador, mientras tanto, en San Carlos de Apoquindo, el argentino Darío Botinelli falla el penal para que más tarde, se desate fiesta en El Cobre y Atacama, consagrándose así Cobresal por primera vez campeón de la Primera División del fútbol chileno y sellando de paso su clasificación a la Copa Libertadores 2016.

### Crisis y nuevo descenso (2015-2017)
Tras el campeonato obtenido, el equipo sufrió la partida de la gran mayoría del plantel, incluido Giovagnoli; para el Apertura 2015, llegó a la dirección técnica Arturo Norambuena, pero los resultados no acompañaron al equipo y Norambuena abandona el club en septiembre. Finalmente Cobresal terminaría el torneo en la 9.º posición. Para 2016, regresa Giovagnoli para enmendar el rubo y dirigir al equipo en Copa Libertadores; allí el equipo quedaría eliminado terminando en último lugar en su grupo compuesto por Corinthians, Cerro Porteño e Independiente Santa Fe y en el torneo local terminaría antepenúltimo con 14 puntos y en la tabla acumulada a 3 puntos de los puesto de descenso. La crisis deportiva e institucional, que atraviesa el club minero, se hizo insostenible en el Torneo de Clausura 2017. Tras finalizar el Apertura en la 13.º posición con 16 puntos, el equipo debía sumar una buena cosecha de puntos para no tener problemas en la tabla acumulada. Finalmente Cobresal consumó su descenso a la Primera B, tras empatar 1-1 ante Santiago Wanderers, el 13 de mayo de 2017 en el Estadio Elías Figueroa Brander de Valparaíso, lo que provocó que acabara en la última posición, de un total de 16 equipos, en la tabla de posiciones y la tabla acumulada, a falta de una fecha de finalización del torneo.

### El nuevo ascenso por promoción (2018)

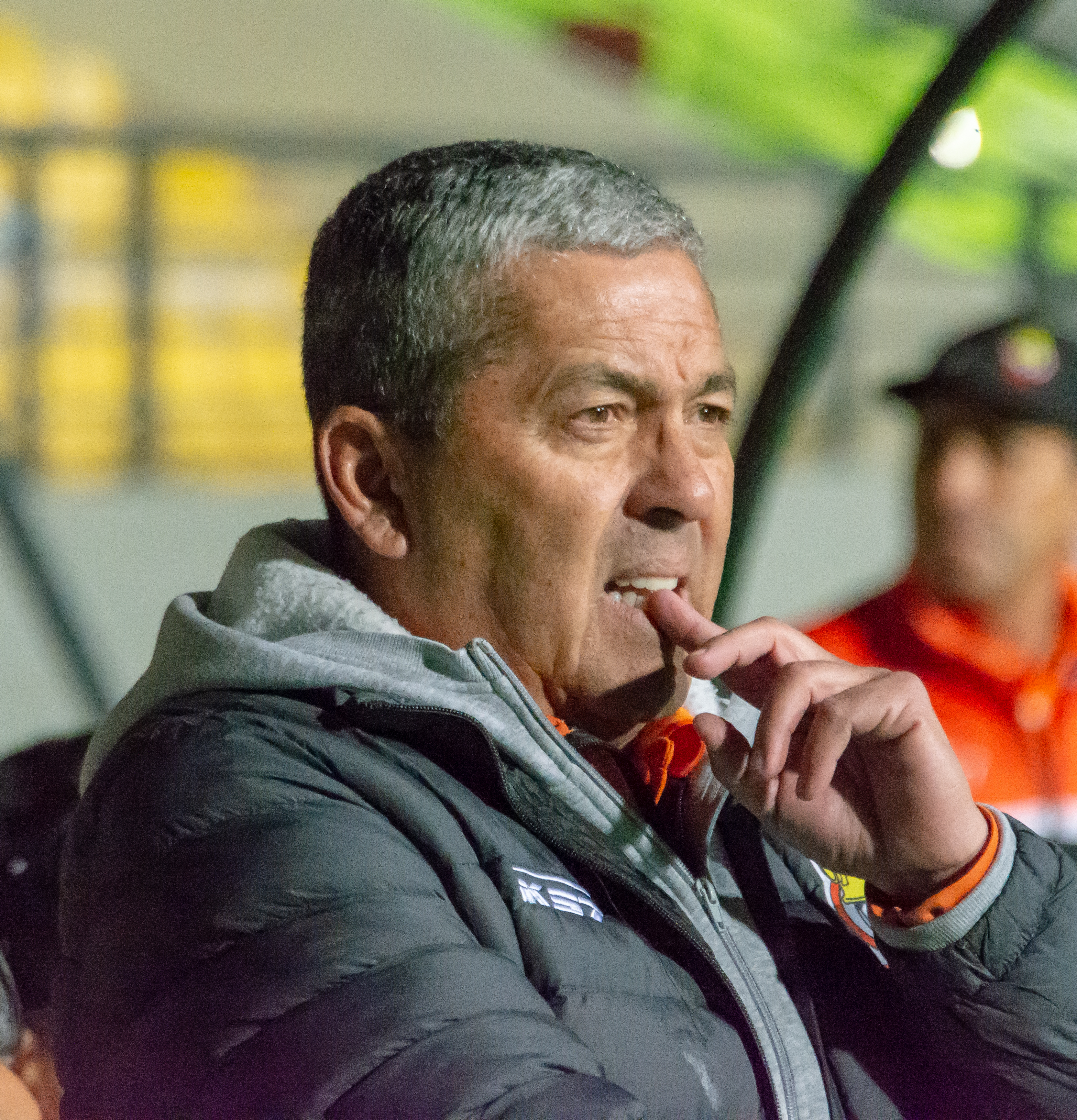
Gustavo Huerta es un histórico exfutbolista y Director Técnico de Cobresal. Como DT del club cuenta con 4 etapas, ha dirigido más de 440 partidos y es el entrenador que más tiempo ha permanecido en su cargo, en la Primera División de Chile, con 8 años al mando del equipo, desde 2017 hasta la actualidad.

Después de haber clasificado a la final de la liguilla de promoción tras eliminar a Santiago Morning por 4-3 y a Santiago Wanderers, igualmente por 4-3, debe de enfrentarse contra Cobreloa en partidos ida y vuelta. En la ida, Cobresal ganaría de local por 2-1, quedando con una ligera ventaja. Ya en el partido de vuelta, en el Estadio Zorros del Desierto, Cobresal y Cobreloa empatarían 2-2, con un global de 4-3 a favor de Cobresal, sellando su ascenso a Primera División.

### Futuro y el cierre de El Salvador

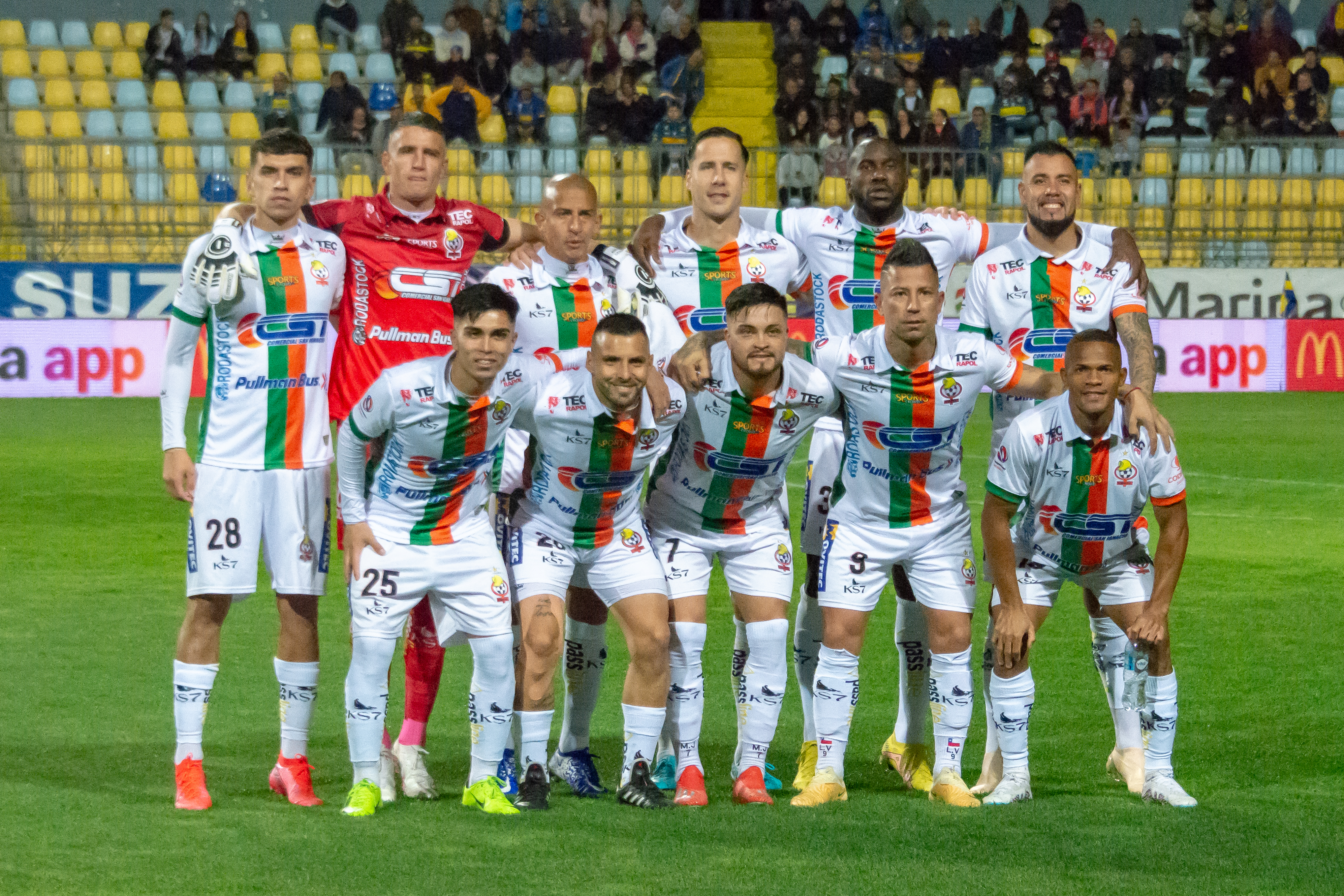
Formación titular de Cobresal, previo al duelo ante Everton de Viña del Mar en el Estadio Sausalito, por la Primera División 2023.

El año 2005, Juan Villarzú, entonces presidente de Codelco, anunció el cierre del campamento minero El Salvador. Los altos costos y gastos unitarios de la mina motivaron esta decisión. Se presumió que durante el año 2011 la empresa cuprífera abandonaría el yacimiento nortino.
Los efectos de la paulatina clausura del mineral se han visto reflejados en Cobresal, ya que la población ha comenzado a emigrar, y con ello, la asistencia al estadio se ha visto perjudicada. Así, el equipo minero ha tenido una importante disminución en su convocatoria. En el promedio anual de 2007 solo llevó a 1348 personas al Estadio El Cobre, situándose como el de más bajo de los 21 equipos de la Primera División, y apenas superando a tres equipos de la Primera B. Mientras que en el Clausura 2008 se ubicó último, con un promedio de sólo 1231 espectadores por partido como local.
Ante el inminente cierre de la mina, el club barajó medidas para continuar con su existencia. Lo más probable era el traslado o fusión con algún otro equipo y la mantención de su franquicia en la ANFP. Mientras tanto, los pocos habitantes que viven en El Salvador se negaron a la búsqueda de una nueva plaza.
Los lugares que se pensaba podrían albergar a Cobresal estaban ligados a la minería del cobre, ya que la mayoría de los trabajadores nortinos habían sido trasladados a otros yacimientos. De ahí apareció la idea de concretar un traslado a Los Andes y una posible fusión con Trasandino, pero este último equipo, que ya fue administrado por Codelco bajo el nombre de Cobreandino, quiso seguir su camino propio como una sociedad anónima.
Otras posibilidades de traslado fueron Copiapó, Vallenar, Chañaral y Santiago, específicamente a la comuna de San Bernardo, en donde se ubican las divisiones inferiores del club.
La Presidenta de la República, Michelle Bachelet, anunció el 24 de febrero de 2010 que los estudios realizados por Codelco permitirían tomar la decisión de alargar la vida útil de El Salvador, por lo menos hasta 2021, con lo que se asegura a El Salvador como casa del club por varios años más.

## Escudo
6 de octubre de 1979 se presenta a la comunidad la insignia oficial de Cobresal. Se trata del símbolo de Codelco con un balón de fútbol en el centro, sobre él un casco minero y en la parte inferior el nombre del club. Este isotipo (♀) proviene del símbolo del cobre definido por la Alquimia, que a su vez representa a Venus como símbolo de la mujer por su relación con la tierra.

## Uniforme
| Primer | ver evolución | Actual |

## Datos del club
- Temporadas en 1.ª: 33 (1984-1992; 1994; 1999; 2002-2016/2017; 2019-).
- Temporadas en 1.ªB: 13 (1980-1983; 1993; 1995-1998; 2000-2001; 2017-2018).
- Mejor puesto en Primera División: 1.º C-2015.
- Peor puesto en Primera División: 18.º (2013)
- Mayor goleada conseguida:
  - En campeonatos de Primera División: 8-1 a Provincial Osorno en 1991.
  - En campeonatos de Primera División B: 8-1 a Deportes Linares en 1998.
- Mayor goleada recibida:
  - En campeonatos de Primera División: 0-7 de Universidad Católica en 2002.
  - En campeonatos de Primera División B: 1-6 de Deportes Arica en 2000.
- Mayor triunfo internacional:
  - Por Copa Libertadores de América: 2-0 a Cerro Porteño en 2016.
- Mayor derrota internacional:
  - Por Copa Libertadores: 6-0 frente a Corinthians en 2016.
  - Por Copa Sudamericana: 2-1 frente a General Díaz en 2014.
- Máximo Goleador: Sergio Salgado (274 goles).
- Mejor ranking histórico Conmebol: 123.º (2015).[11]
- Participaciones Internacionales:
  - Copa Libertadores de América: 3 (1986, 2016, 2024).
  - Copa Sudamericana: 3 (2014, 2021, 2023).

 Cobresal terminó su participación en la edición de 1986 en calidad de invicto.

## Jugadores

### Plantilla 2025
- Por disposición de la Asociación Nacional de Fútbol Profesional (ANFP), los equipos chilenos en la Liga de Primera están limitados a tener en su plantel un máximo de seis futbolistas extranjeros, más un juvenil extranjero inscrito en el fútbol formativo desde el año 2023, pero:
  - Franco Bechtholdt posee la doble nacionalidad argentina y chilena.
  - César Munder posee la doble nacionalidad cubana y chilena.
  - Aaron Astudillo posee la doble nacionalidad venezolana y chilena.
- Por disposición de la ANFP, el número de las camisetas no puede sobrepasar al número de jugadores inscritos.
- Por disposición de la ANFP, el plantel debe utilizar al menos 1890 minutos a juveniles chilenos nacidos a partir del 1 de enero de 2004.

### Altas 2025
| Jugador            | Posición      | Procedencia             | Tipo     |
| ------------------ | ------------- | ----------------------- | -------- |
| Jorge Pinos        | Portero       | Mushuc Runa             | Libre    |
| Cristopher Barrera | Defensa       | Coquimbo Unido          | Libre    |
| José Tiznado       | Defensa       | Unión Española          | Libre    |
| Aaron Astudillo    | Defensa       | Universidad Católica    | Libre    |
| Vicente Fernández  | Defensa       | O'Higgins               | Libre    |
| Christian Moreno   | Defensa       | Academia Puerto Cabello | Libre    |
| Jorge Henríquez    | Mediocampista | Coquimbo Unido          | Traspaso |
| Alejandro Márquez  | Mediocampista | Rangers                 | Libre    |
| Félix Triñanes     | Mediocampista | Deportes Temuco         | Préstamo |
| Juan Carlos Gaete  | Delantero     | Deportes Copiapó        | Libre    |
| César Yanis        | Delantero     | San Carlos              | Préstamo |

### Bajas 2025
| Jugador           | Posición      | Destino               | Tipo            |
| ----------------- | ------------- | --------------------- | --------------- |
| Leandro Requena   | Portero       | Deportes Iquique      | Libre           |
| Francisco Alarcón | Defensa       | Deportes Recoleta     | Libre           |
| Marcelo Filla     | Defensa       | Deportes Copiapó      | Libre           |
| Marcelo Jorquera  | Defensa       | Deportes Iquique      | Libre           |
| Guillermo Pacheco | Defensa       | Deportes Limache      | Libre           |
| Emanuel Hernández | Defensa       | Olimpia               | Fin de préstamo |
| Carlos Navarrete  | Defensa       | Trasandino            | Préstamo        |
| Rodrigo Sandoval  | Defensa       | Deportes Santa Cruz   | Préstamo        |
| Leonardo Valencia | Mediocampista | Audax Italiano        | Libre           |
| Nelson Sepúlveda  | Mediocampista | Deportes Concepción   | Libre           |
| Emiliano Sosa     | Mediocampista | Miramar Misiones      | Fin de préstamo |
| Felipe Barrientos | Delantero     | Rangers               | Libre           |
| Gastón Lezcano    | Delantero     | Magallanes            | Libre           |
| Franco Lobos      | Delantero     | Unión La Calera       | Libre           |
| Benjamín Osses    | Delantero     | Deportes Copiapó      | Préstamo        |
| Franco García     | Delantero     | San Martín de Tucumán | Préstamo        |
| Lucas Di Maio     | Delantero     | Independiente         | Préstamo        |

## Entrenadores

### Cronología
Los entrenadores interinos aparecen en cursiva.
- Kid Larco (1979)
- Onofre Tito (1979)
- Juan Zárate (1979)
- Óscar Andrade (1980)
- Juan Zárate (1980)
- Guillermo Díaz (1981)
- Alicel Belmar (1982)
- Manuel Rodríguez (1983-1989)
- Reynaldo Hoffmann (1989-1991)
- Gustavo Huerta (1991)
- Gustavo Huerta y  Juan Zárate (1991-1992)
- Manuel Rodríguez (1993-1994)
- Sergio Nichiporuk (1995-1996)
- Rolando García (1997)
- Sergio Nichiporuk (1998-1999)
- Ricardo Ortiz (1999)
- Manuel Soto (2000)
- Hermes Navarro (2000)
- Jorge Socías (2001-2002)
- Gustavo Huerta (2003)
- Julio Acuña (2003-2004)
- Gustavo Huerta (2004-2005)
- Fernando Díaz (2006)
- Sergio Nichiporuk (2006)
- José Cantillana (2007-2009)
- Luis Musrri (2010-2012)
- Óscar del Solar (2012-2013)
- José Cantillana (2013-2014)
- Dalcio Giovagnoli (2014-2015)
- Arturo Norambuena (2015)
- Rubén Vallejos (2015)
- Dalcio Giovagnoli (2016)
- Emiliano Astorga (2017)
- Rubén Vallejos (2017)
- Gustavo Huerta (2017-)

## Palmarés

### Torneos nacionales
- Primera División de Chile (1): Clausura 2015.
- Copa Chile (1): 1987
- Liguilla Pre-Libertadores (1): 1985
- Liguilla Pre-Sudamericana (1): 2014
- Segunda División de Chile/Primera B de Chile (2): 1983, 1998
- Subcampeón de la Primera División de Chile (3): 1984, 1988, 2023
- Subcampeón de la Segunda División de Chile/Primera B de Chile (2): 1993, 2001